# Biecz (stad)
Biecz is een stad in het Poolse woiwodschap Klein-Polen, gelegen in de powiat Gorlicki. De oppervlakte bedraagt 17,8 km², het inwonertal 4648 (2005).
De gotische collegiale kerk te Biecz heeft twee gevels in de vorm van een orgelfront. Het raadhuis heeft een witte, achtkante klokkentoren. Aan de zuidkant van de plaats slingert de rivier de Ropa.

## Verkeer en vervoer
- Station Biecz